# Ватерлоо-Іст (станція)
51°30′15″ пн. ш. 0°06′30″ зх. д. / 51.504255555556° пн. ш. 0.10822222222222° зх. д.

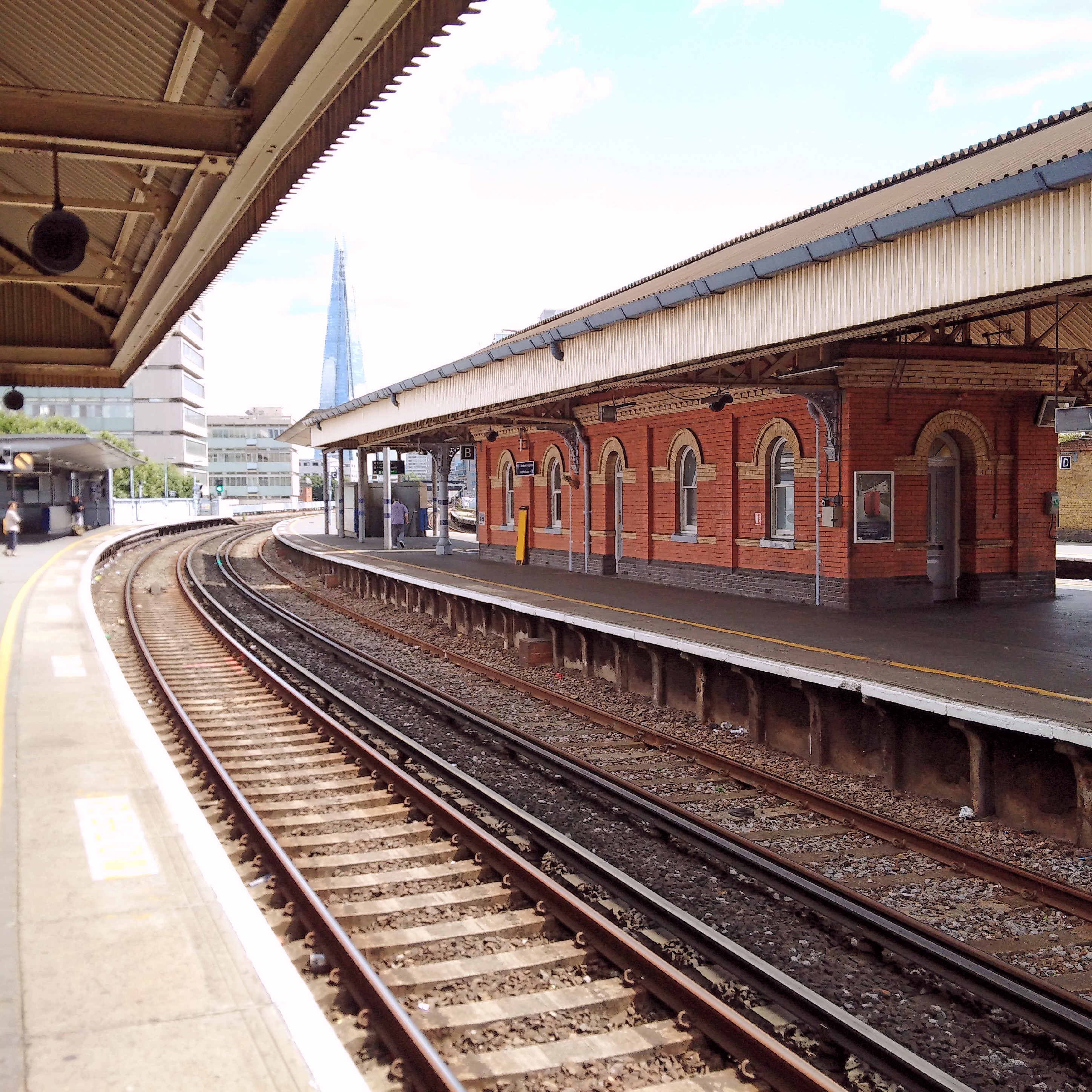
платформа станції Ватерлоо-Іст

Станція Ватерлоо-Іст (англ. Ватерлоо-Іст), або Лондон-Ватерлоо-Іст (англ. London Waterloo East) — станція Лондонського залізничного вузла лінії Southeastern South Eastern main line мережі National Rail, розташована між станціями Чарінг-кросс та Лондон-брідж
Станція відноситься до 1-ї тарифної зони. В 2017 році пасажирообіг станції становив 9.931 млн осіб.
Станція була відкрита під назвою Ватерлоо-джанкшен у січні 1869 року у складі South Eastern Railway. В 1935 року перейменовано на Ватерлоо-Істерн, з травня 1977 року — має сьогоденну назву.

## Послуги
| Попередня станція | Лінія | Лінія                                | Лінія | Наступна станція |
| ----------------- | ----- | ------------------------------------ | ----- | ---------------- |
| Чарінг-кросс      |       | Southeastern South Eastern main line |       | Лондон-брідж     |

## Пересадки
Пересадки на автобуси маршрутів: 1, 4, 26, 59, 68, 76, 77, 139, 168, 171, 172, 176, 188, 211, 243, 341, 381, 507, 521, RV1, X68 та нічних маршрутів: N1, N68, N76, N171, N343, N381.
Станція розташована у кроковій досяжності від станції Ватерлоо, метростанцій Саутерк, Ембанкмент, Ватерлоо.